# Cea mai lungă poveste SF scrisă vreodată
„Cea mai lungă povestire science-fiction scrisă vreodată” sau „Cea mai lungă poveste SF scrisă vreodată” (engleză: „The Longest Science-Fiction Story Ever Told” cunoscută și ca „A Recursion in Metastories”) este o povestire științifico-fantastică scrisă de autorul britanic Arthur C. Clarke.  A apărut inițial în revista Galaxy Magazine din octombrie 1966. „Cea mai lungă poveste SF scrisă vreodată” a fost publicată în colecția de povestiri The Wind from the Sun (1972).
În limba română a fost tradusă de Mioara Dristaru  și a apărut în revista Quasar 1/1992 și de Mihai-Dan Pavelescu și a apărut în colecția de povestiri Lumina întunericului din 2002 în Colecția Sci-Fi a Editurii Teora.

## Prezentare
Editorul Stupefying Stories Moris K.Mobius îi răspunde domnului Jinx într-o scrisoare în care îi spune că ideea sa nu este originală, cu povestiri plagiate înainte de a fi scrise, deoarece săptămânal primește câte un manuscris care începe cu... și scrisoarea și semnătura se repetă la infinit...  
În scrisoare, Arthur C. Clarke se referă la povestirea „Anticipator” scrisă de scriitorul englez Herbert George Wells. Clarke greșește, de fapt, povestirea a fost scrisă de un alt autor englez Morley Roberts. A. Clarke explică acest lucru în  lucrarea sa „Dragă domnule Herbert George Morley Roberts Wells.